# Château du Moulin-à-Vent
Le domaine du Château du Moulin-à-Vent, appelé aussi Château des Thorins, est un domaine viticole situé à Romanèche-Thorins dans le département de Saône-et-Loire (71), aux limites méridionales de la région de Bourgogne, dans le vignoble du Beaujolais et l'appellation moulin-à-vent.

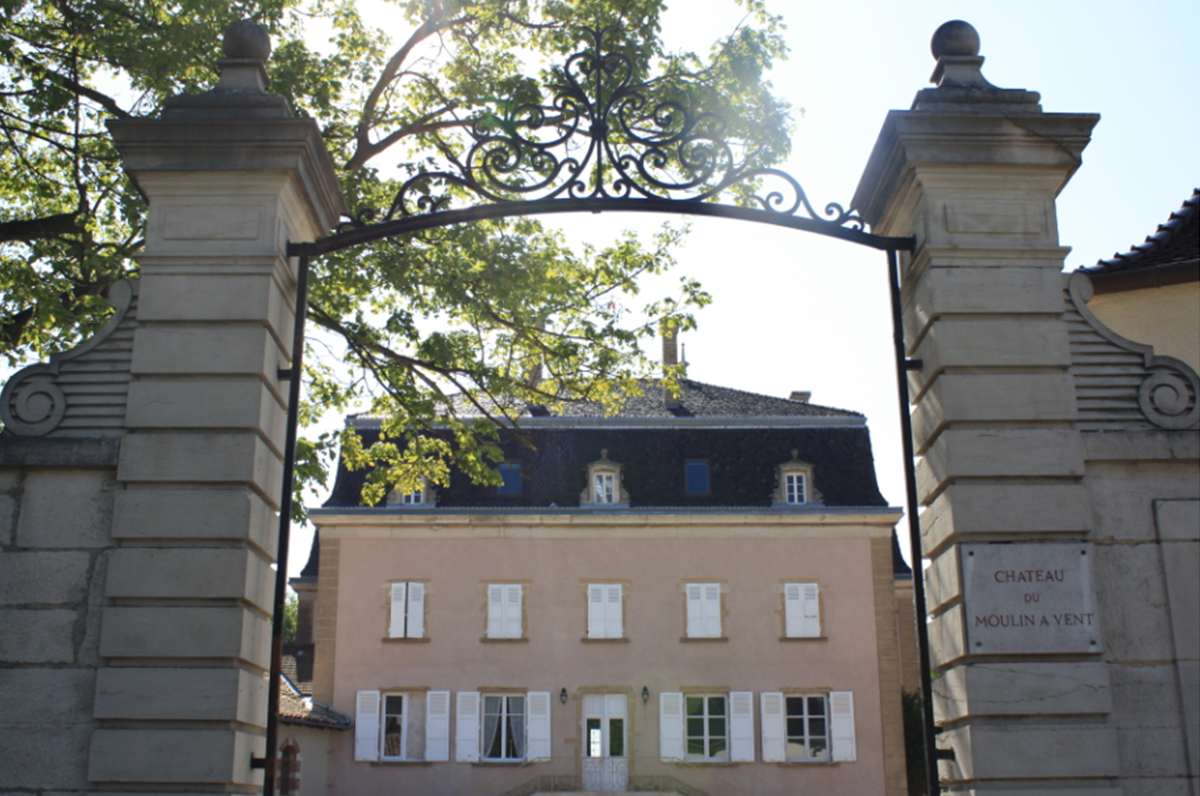
Portail du Château du Moulin-à-Vent.

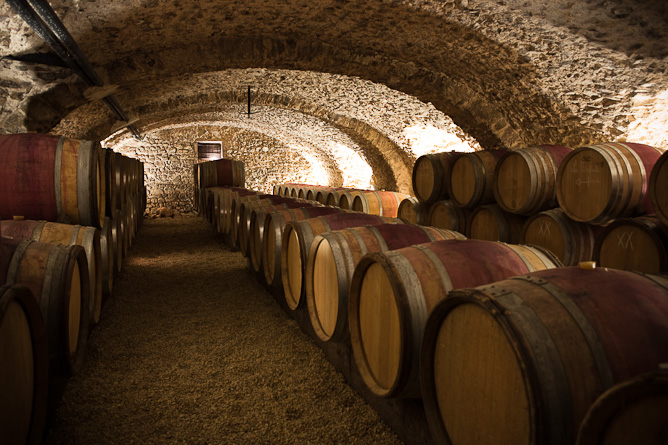
Caves du Château du Moulin à Vent.

## Historique
Le domaine est au XVIIIe siècle la propriété d’une famille de magistrats mâconnais dont certains sont anoblis et choisissent les armes (blason d’or au chevron d’azur accompagné à senestre d’une étoile de même et en pointe d’un cerf élancé de gueules) qui sont encore visibles dans la cour du château.
L’héritière du domaine ayant épousé en 1783 le roturier M. Pommier, les confiscations révolutionnaires ne perturbent pas la vie du château mais, quand en 1811, le jeune Alphonse de Lamartine tombe follement amoureux d’Henriette, leur fille, Madame de Lamartine, rêvant d’une bru aristocratique, s’oppose à leur mariage. Elle expédie son fils en Italie pour un an. À son retour, Henriette lui fermera sa porte et en épousera bientôt un autre.
Au XIXe siècle, les vins du Moulin à vent (AOC) sont déjà remarqués : « Les Thorins, hameau de Romanèche, fournissent les vins les plus fins et les plus délicats du Mâconnais, surtout ceux qui sont connus sous le nom de Moulin-à-vent. Ils ont de la légèreté, du spiritueux, de la sève et un fort joli bouquet » témoigne le rapporteur de l’Exposition universelle de 1862 à Londres.
La propriétaire du domaine du Château du Moulin-à-Vent, « respectable veuve âgée de plus de 99 ans et qui s’occupe encore elle-même de l’administration de ses propriétés » y expose trois millésimes : 1854, 1858 et 1859, ce qui montre que ce sont des vins de garde.
Après la mort de l’énergique Philiberte Pommier, l’année de l’Exposition universelle, le domaine se transmet par héritage jusqu’en 1911 et reste ensuite dans la même famille jusqu’en 2009 où il est racheté par l’actuel propriétaire.

## Architecture
Le moulin à vent, qui a donné son nom au domaine et à l'AOC, a été classé monument historique par arrêté du 29 août 1930.